# Adele von Maine
Adele von Maine (Adèle du Maine; auch: Aélis, Adelheid; † vor 890) war die erste Gemahlin des späteren französischen Königs Robert I.
Adele von Maine wurde die erste Gemahlin von Robert I., Graf von Poitiers und Marquis in Neustrien und Orléans, dem späteren französischen König Robert I. von Frankreich. Das Paar hatte zwei Töchter, die jüngere wurde französische Königin. Adele starb vor 890 und Robert heiratete in zweiter Ehe Beatrix von Vermandois.

## Nachkommen
- Adela († nach 931) ⚭ Heribert II., Graf von Vermandois
- Emma (894–934) ⚭ Rudolf I., König von Frankreich

| Personendaten    | Personendaten                                             |
| ---------------- | --------------------------------------------------------- |
| NAME             | Adele von Maine                                           |
| ALTERNATIVNAMEN  | Adèle du Maine; Aélis; Adelheid                           |
| KURZBESCHREIBUNG | erste Gemahlin des späteren französischen Königs Robert I |
| GEBURTSDATUM     | 9. Jahrhundert                                            |
| STERBEDATUM      | vor 890                                                   |